# Municipio de Mountain (condado de Pike)
El municipio de Mountain (en inglés: Mountain Township) es un municipio ubicado en el condado de Pike en el estado estadounidense de Arkansas. En el año 2010 tenía una población de 249 habitantes y una densidad poblacional de 1,7 personas por km².

## Geografía
El municipio de Mountain se encuentra ubicado en las coordenadas 34°18′36″N 93°50′44″O / 34.31000, -93.84556. Según la Oficina del Censo de los Estados Unidos, el municipio tiene una superficie total de 146.71 km², de la cual 146,15 km² corresponden a tierra firme y (0,38 %) 0,55 km² es agua.

## Demografía
Según el censo de 2010, había 249 personas residiendo en el municipio de Mountain. La densidad de población era de 1,7 hab./km². De los 249 habitantes, el municipio de Mountain estaba compuesto por el 94,78 % blancos, el 2,81 % eran amerindios, el 0,4 % eran asiáticos, el 0,4 % eran de otras razas y el 1,61 % eran de una mezcla de razas. Del total de la población el 5,62 % eran hispanos o latinos de cualquier raza.